# Iryna Schylawa
Iryna Schylawa (belarussisch Ірына Шылава; * 23. September 1967 in Hrodna, Weißrussische SSR) ist eine ehemalige belarussische Sportschützin.

## Erfolge
Iryna Schylawa nahm an vier Olympischen Spielen teil. 1988 trat sie in Seoul mit dem Luftgewehr an und qualifizierte sich mit 395 Punkten für das Finale. In diesem erzielte sie 103,5 Punkte und wurde mit dem Olympiarekord von insgesamt 498,5 Punkten Olympiasiegerin. Vier Jahre darauf war sie Teil des Vereinten Teams und belegte mit dem Kleinkalibergewehr im Dreistellungskampf den 19. Platz. 1996 erreichte Schylawa in Atlanta, nun erstmals für Belarus startend, mit dem Luftgewehr den neunten Platz sowie mit dem Kleinkalibergewehr Rang 17. Bei den Olympischen Spielen 2000 in Sydney schloss sie den Dreistellungskampf mit dem Kleinkalibergewehr auf Rang 20 ab.
1990 wurde Schylawa in Moskau in der Einzel- und der Mannschaftskonkurrenz im liegenden Anschlag mit dem Kleinkalibergewehr Weltmeisterin. In den Mannschaftswettbewerben mit dem Kleinkalibergewehr im Dreistellungskampf und mit dem Luftgewehr gewann sie Bronze. Mit der Luftgewehr-Mannschaft sicherte sie sich 1991 in Stavanger den Titel.